# Rhododendron schoddei
Rhododendron schoddei es una especie de Ericaceae descrita por Hermann Otto Sleumer. Rhododendron schoddei está incluido en el género Rhododendron, y en la familia de la Ericaceae.